# Alexander (heilige)

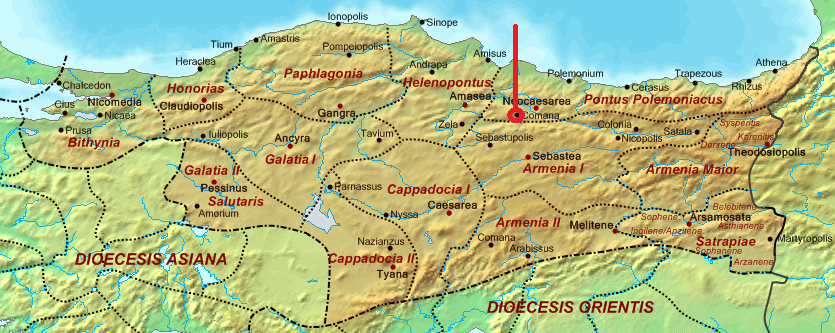
Kaart van Dioecesis Pontica 400 AD met Comana Pontica duidelijk aangegeven. Deze bisschopsstad behoorde tot de kerkprovincie van Neocesarea in Ponto.

De heilige Alexander van Comana Pontica of Alexander de Kolenhandelaar (3e eeuw) was een bisschop die leefde in de Romeinse provincie Pontus, vandaag de Turkse kuststreek Karadeniz Bölgesi aan de Zwarte Zee.
Op een dag dienden de stadsbewoners van Comana in Pontus, een bisschop te kiezen. Comana was een bisschopsstad gelegen aan de Iris. De notabelen in Comana verdrongen zich voor de aartsbisschop van Neocesarea in Ponto op missie in Comana.
De bezoekende aartsbisschop zou een zekere Gregorius Thaumaturgis geweest zijn. Gregorius zag de notabelen van Comana zich voor hem verdringen duidelijk met de bedoeling zijn keuze te beïnvloeden. Gregorius wenste echter ook "nederige" kandidaten te zien. Spottend duwden de notabelen de berooide kolenhandelaar Alexander naar voor; deze was in lompen gekleed en zwart van het kolenstof. Gregorius praatte met Alexander apart en keerde alleen terug. Hij proclameerde Alexander tot bisschop van Comana, tot verbazing van de hele stad. Proper gewassen en in brokaat gekleed verscheen ten slotte Alexander voor de menigte. Zijn eenvoudige toespraak maakte indruk.
Bisschop Alexander zou later vermoord worden, wanneer de Romeinse keizer Decius de christenen in Klein-Azië vervolgde.
Alexander is een martelaar en heilige voor de roomse en de orthodoxe kerken, met naamfeest respectievelijk op 11 augustus en 12 augustus. Er is maar één versie over het leven van Alexander, deze van het officiële martyrologicum. Het verhaal berust er op één citaat van de heilige Gregorius van Nyssa, die over zijn leermeester Gregorius Thaumaturgis spreekt.